# 汶萊交通
以下是汶萊的交通
鐵路：
- 總長：13公里（私人路線）
  - 軌距：610毫米

高速公路：
- 總長：1,150公里
- 已鋪平：399公里
- 未鋪平：751公里（1996年）

水路：
- 209公里，通航的工藝畫不少於1.2米

管道運輸：
- 原油管道：135公里
- 石油產品管道：418公里
- 天然氣管道：920公里

港口及海港：
- 斯里巴加灣市
- 馬來奕
- 河口
- 詩里亞
- Tutong（英语：Tutong (town)）

商船：
- 7艘，（種類：液化天然氣船）（1999年）

機場：
- 2個（1999年）
  - 機場跑道已鋪平：1個
    - 機場跑道已鋪平而長於3,047米：1個（文萊國際機場）

  - 機場跑道未鋪平：1個
    - 機場跑道已鋪平而長914-1,523米：1個（1999年）

國家航空公司：汶萊皇家航空
直升機場：3（1999年）